# Ернесто Теодоро Монета
Ернесто Теодоро Монета (1833-1918) — італійський журналіст, пацифіст, лауреат Нобелівської премії миру (1907).

## Біографія

### Ранні роки і військова кар'єра
Народився в аристократичній родині. Дитинство провів у заміському будинку своїх батьків, де його родина підтримувала патріархальний побут без зайвої розкоші, через бідність сімейного бюджету. Здобув освіту в ліцеях ді Брера і Паріні в Мілані. У 1848, у віці п'ятнадцять років взяв участь у повстанні проти австрійського панування, борючись пліч-о-пліч з батьком і братами.
Ранній досвід невдалого повстання зробив величезний вплив на майбутній світогляд Монета. Побоюючись репресій, він втік до незалежне королівство П'ємонт, де вступив до військової академії і приєднався до таємного товариства, що ставило за мету незалежність і об'єднання Італії. У 1859, з початком війни П'ємонту проти Австрії, він разом з братами вступив до армії Гарібальді, брав участь в битвах при Вольтурно в Калабрії. Потім служив ад'ютантом у штабі генерала Сірторі. Розчарований невдачами італійців у військовій кампанії 1866, він перервав військову кар'єру і повернувся до цивільного життя, повернувшись до Мілана і присвятивши себе журналістиці.

### Журналістика
Біографи зазначають, що Монета був ввічливим, доброзичливим, веселим чоловіком, який захоплювався верховою їздою, участю в аматорських театральних постановках і написанні театральних оглядів для газети «Вік» (Il Secolo). Коли двоє його друзів придбали цю газету, вони запропонували Монета стати її головним редактором. На цій посаді він пропрацював 28 років: з 1867 по 1895, перетворивши газету в одну з найвпливовіших у Італії. На цьому терені Монета знайшов широку популярність як інтелектуал, пацифіст і безкомпромісний журналіст, що задає тон італійській пресі. Хоча він залишався католиком, під його керівництвом газета зайняла антиклерикальну позицію і це незважаючи на особисту трагедію — його дружина не змогла пробачити йому таку зміну в ставленні до італійської церкви, що внесло глибокий розкол у їхні стосунки.
Хоча Монета розумів і симпатизував армії, на сторінках газети він закликав до армійських реформ — до суспільної боротьби з безглуздим мілітаризмом і підвищення якості армії через створення системи передвоєнної підготовки на місцях замість тривалого терміну служби рекрутів в армії.
Останнє тридцятиріччя XIX ст., багате міжнародними подіями, надихнуло його на монументальну працю «Війни, повстання і мир в XIX столітті» (Le guerre, le insurrezioni e la pace nel secolo XIX), опубліковану в 4-х томах в 1903, 1904, 1906 і 1910. Особливий інтерес представляє перший том, в якому він описує розвиток міжнародного руху за мир протягом століття. У роботі першорядну увагу він приділяє військовим, ніж соціальним та економічним аспектам. Лейтмотивом виступає тема неефективності воєн і мілітаризму в досягненні тих чи інших цілей.

### Пацифістська діяльність
Зарекомендував себе в роки роботи головним редактором газети «Il Secolo», як один з чільних італійських націоналістів, він у той же час виступав за мир і міжнародний арбітраж (залишаючись противником космополітизму), чим здобув собі негласний титул «войовничого пацифіста». Згодом той факт, що Монета не вбачав протиріччя між безкомпромісною боротьбою народу за національне самовизначення і зміцнення стабільності в міжнародних відносинах, вибір Нобелівським комітетом його як лауреата премії миру в 1907 викликав неоднозначну оцінку.
У 1890, з метою пропаганди пацифістських ідей, він почав видавати щорічний альманах «Друг світу» («L'amico della раси»). Після відходу з поста головного редактора газети «Вік», в 1898 заснував ще одне видання — «Міжнародне життя» («La vita Internationale»), чий престиж був забезпечений як якістю статей з питань миру й арбітражу, так і адміністративним успіхом її керівництва — воно видаючи регулярно, без перебоїв, в той час як багато інших журналів і газет того періоду розорилися через недофінансування або відсутності інтересу з боку читачів.
У 1895 Монета став італійським представником в Міжнародному бюро миру. Він був серед засновників і надавав підтримку Ломбардському союзу за мир і арбітраж (l'Unione lombarda per la pace e l'arbitrato internazionale), а в 1897 заснував «Товариство за міжнародний мир і справедливість» (Società per la pace e la giustizia internazionale). Викладав в новому Італійському народному університеті. У 1906 він спланував і побудував Павільйон миру для міланської міжнародної виставки, протягом якої він головував на 15 щорічному Міжнародному конгресі миру.

### Хвороби і смерть
З 1900 він страждав від глаукоми і лікувався від сліпоти. Хвороба не дозволила йому бути присутнім на церемонії нагородження Нобелівською премією миру в 1907.
Помер в 1918 в Мілані від пневмонії у віці 85 років.